# سيلفانا إيبارا
سيلفانا إيبارا هي مغنية وممثلة إكوادورية، ولدت في 1959 في ميلاغرو في الإكوادور.